# Егеперс (Пиј де Дом)
Егеперс (фр. Aigueperse) насеље је и општина у централној Француској у региону Оверња, у департману Пиј де Дом која припада префектури Риом.
По подацима из 2011. године у општини је живело 2595 становника, а густина насељености је износила 247,14 становника/km². Општина се простире на површини од 10,50 km². Налази се на средњој надморској висини од 356 метара (максималној 422 m, а минималној 338 m).

## Демографија
| 1962. | 1968. | 1975. | 1982. | 1990. | 1999. | 2011. |
| ----- | ----- | ----- | ----- | ----- | ----- | ----- |
| 2.017 | 2.273 | 2.680 | 2.734 | 2.534 | 2.504 | 2.595 |

График промене броја становника у току последњих година